# ムテバ・キディアバ
ロベール・ムテバ・キディアバ（Robert Muteba Kidiaba, 1976年2月1日 - ）は、コンゴ民主共和国出身の、元同国代表元サッカー選手。

## 来歴
2002年のプロデビュー以来、全てのキャリアを国内の強豪・TPマゼンベで過ごした。
ずっとアフリカ国内でプレーしてきたため国際的には無名の選手だったが、2009年に、CAFチャンピオンズリーグを制したマゼンベの一員としてFIFAクラブワールドカップ2009に出場。個性的な風貌とたびたび見せる派手なファインセーブ、味方がゴールを決めた際に見せる、尻でピッチを飛び跳ねるパフォーマンスで一躍注目を浴びた。しかしチームは大会2連敗を喫して6位に終わり、特に5位決定戦の対オークランド・シティFC戦では、前半24分で退場処分を受けてしまった。
翌年のFIFAクラブワールドカップ2010にも2年連続のアフリカ王者として出場。好セーブを連発して、マゼンベに南米代表のSCインテルナシオナルを破る大金星をもたらし、アフリカ勢初の決勝進出の原動力となった。
2014年12月6日、アフリカネイションズカップ2015後に代表から引退することを表明した。同大会の赤道ギニアとの3位決定戦のPK戦では相手のシュートを1本止め、コンゴ民主共和国の3位進出に貢献した。

## 所属クラブ
- 2002-2018  TPマゼンベ